# 长花蓝钟花
长花蓝钟花（学名：Cyananthus longiflorus）是桔梗科蓝钟花属的植物，是中国的特有植物。分布于中国大陆的云南等地，生长于海拔2,700米至3,200米的地区，常生于松林下沙地以及石灰质高山牡场上，目前尚未由人工引种栽培。